# Wasyl Baranyk
Wasyl Baranyk, ukr. Василь Бараник (ur. 1880 w Kobyłowłokach, zm. 28 czerwca 1941 w Tarnopolu) – ukraiński polityk, senator II kadencji w II Rzeczypospolitej, działacz społeczny.

## Życiorys
Ukończył studia prawnicze na Uniwersytecie Jagiellońskim, od 1905 pracował jako adwokat w Zaleszczykach. Był członkiem oddziału Proswity w Zaleszczykach i rady nadzorczej Powiatowego Związku Spółdzielni Ukraińskich w Tłustem. W 1918 był delegatem Ukraińskiej Rady Narodowej.
W II Rzeczypospolitej polityk Ukraińskiego Zjednoczenia Narodowo-Demokratycznego (UNDO). Był senatorem w latach 1928–1930, wybrany z listy nr 18 (Blok Mniejszości Narodowych) w województwie tarnopolskim. Członek Klubu Ukraińskiego, pracował w komisji regulaminowej.
19 września 1940 został aresztowany przez NKWD, zamordowany podczas masakr więźniów po ataku III Rzeszy na ZSRR.